# Эктыша
Эктыша (также Ёктыша) — малая река в Плесецком районе Архангельской области, правый приток Онеги. Длина — 16 км, площадь водосбора 160 км².
Берёт начало из озера Ильинское на высоте 123,9 м над уровнем моря. Протекает по лесной, часто заболоченной местности. Основное направление течения — на северо-запад. Впадает в Онегу на юго-западной окраине села Конёво, на высоте немногим более 70,9 м над уровнем моря. Значительных притоков не имеет.